# Diocèse d'Odessa-Simferopol
Le diocèse d'Odessa-Simféropol (en latin : Dioecesis Odesensis-Sympheropolitana) est un diocèse catholique d'Ukraine de rite latin de la province ecclésiastique de Lviv des Latins dont le siège est situé à Odessa, dans l'oblast d'Odessa. L'évêque actuel est le franciscain, Stanislav Chirokoradiouk. 

## Historique
Le diocèse a été érigé par le pape Jean-Paul II le 4 mai 2002 en prenant des territoires sur le diocèse de Kamianets-Podilsky.
L'annexion de fait de la Crimée par la Russie à la suite de la Crise de Crimée divise le territoire du diocèse.

## territoire

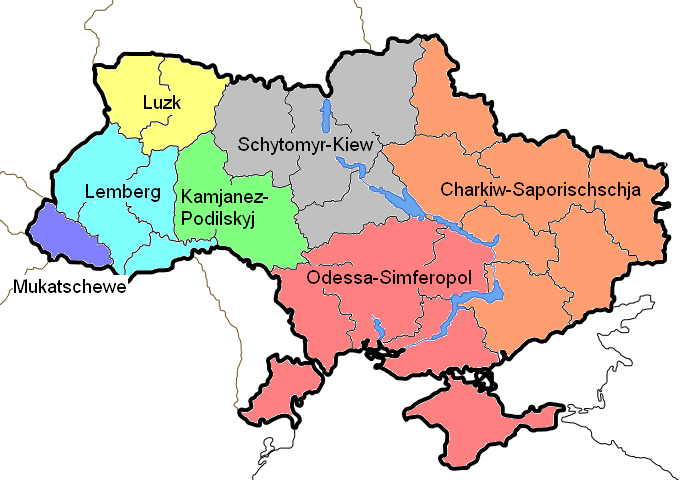
Localisation du diocèse.

Le diocèse comprend les oblasts ukrainiens d'Odessa, Mykolaïv, Kherson et  Kirovohrad, ainsi que la péninsule de Crimée.
Le siège de l'évêché est à Odessa, où se trouve la cathédrale de l'Assomption-de-la-Bienheureuse-Vierge-Marie. La basilique mineure Saint-Pierre se trouve également dans la même ville.
Le diocèse comporte 160 paroisses, servies par 57 prêtres en 2023. 

## Évêques
- Bronisław Bernacki, du 4 mai 2002 au 18 février 2020 ;
- Stanislav Chirokoradiouk (O.F.M.), depuis le 18 février 2020.
- Évêque auxiliaire :
  - Jacek Pyl (O.M.I.), depuis le 23 novembre 2012.

L'évêque auxiliaire réside à Simféropol.